# Краљевина Србија (1217—1345)
Краљевина Србија је била српска средњовековна држава, која је постојала у периоду од 1217. до 1345. године. Настала је уздизањем дотадашње Великожупанске Србије на степен краљевине, а постојала је све до прерастања краљевине у Српско царство. Поред средишњих (рашких) области, обухватала је и приморске области (Зета, Травунија, Захумље, неретванска Крајина), а током времена државно подручје се знатно проширило и према југу, истоку и северу. Државом су владали краљеви из династије Немањића.

## Историја
Историја Краљевине Србије наставља се на историју дотадашње Великожупанске Србије, која је знатно ојачала за време владавине великог жупана Стефана Немање (1166—1196), оснивача династије Немањића. Њега је 1196. године на великожупанском престолу у Расу наследио другорођени син Стефан (потоњи Првовенчани), који је као зет византијског цара Алексија III носио и високу титулу севастократора. У исто време, удеону власт у приморским областима вршио је Стефанов старији брат Вукан, који је носио титулу: краљ Далмације и Дукље, што је током времена дало повода Стефану да и сам приступи решавању питања о стицању одговарајуће краљевске титуле, која би се односила на све српске земље.

### Стефан Првовенчани
Прибављање краљевске титуле која би се односила на све српске земље није било само питање владарског престижа, већ је имало и знатно шири значај, који се односио на статус државе. Јачање Млетачке републике и суседне Краљевине Угарске навело је Стефана да већ око 1200. године покуша да стекне краљевску круну, пошто је његов брат Вукан управо у то време (1199) успео да од римског папе Иноћентија III добије званично признање Барске надбискупије, чиме је Вуканов положај знатно ојачао.
Покушај Вукана да 1202. године оружаним путем преотме врховну власт у држави од брата Стефана завршио се привременим успехом, али Стефан се недуго потом вратио на власт, свакако пре почетка 1205. године. Победа Стефана над Вуканом и потоње измирење браће 1208. године ојачали су средишњу власт у Србији Немањића. Поменути сукоб међу браћом имао је и једну далекосежну последицу, пошто је нередовне прилике у Србији искористио угарски краљ Емерик, који је управо око 1202. године присвојио наслов краљ Србије (лат. Rex Serviae), који ће остати у проширеној титули угарских владара све до пропасти њихове краљевине.
Важну политичку подршку на западу Првовенчани је добио женидбом са Аном Дандолом ћерком млетачког вицедужда Рајнера Дандола и унуком чувеног Енрика Дандола на чији наговор су крсташи 1204. године заузели Цариград. Породица Дандоло је почетком 13. века имала велики утицај а један њен припадник, Јован Дандоло, био и дубровачки кнез. Дубровачка општина је управо 1215. године склопила врло повољан, пре свега трговачки уговор са српским жупаном. Колико је кнез Јован имао удела при склапању брака није познато.
Традицију о венчању Стефана Првовенчаног са Аном Дандолом забележио је средином 14. века млетачки дужд Андрија Дандоло у својој Chronica per extensum descripta. Он тај догађај смешта у дванаесту годину владавине дужда Пјетра Зјанија (1205—1229), дакле у период од 5. августа 1216. до 5. августа 1217. године и записао је: „Такође и Стефан, господар Рашке и Србије, који се називао велики жупан, чим унуку покојног дужда Хенрика Дандола беше узео за жену, пошто се на наговор жене одрекао шизме, преко посланика од папе је добио да буде украшен краљевским насловом, и преко легата кардинала ради тога послатог, заједно са женом је крунисан”. Мало је вероватно да се Првовенчани искрено одрекао православља. Он је сахрањен као православни монах у Жичи.
Поред тога, други писани извори који су ближи времену и месту крунисања Првовенчаног говоре да он није био крунисан до краја августа 1217. године. Сплитски архиђакон Тома у свом историографском делу из средине 13. века описује низ догађаја који почињу од 28. августа 1217. када је угарски краљ Андрија Други дошао у Сплит, а завршавају се одласком дела његове војске из Сплита 1218. године, а после тога пише: „У исто време господар Србије или Рашке Стефан, који се називао великим жупаном, пошаље изасланике до Римске столице и испослује од врховнога свећеника Хонорија краљевску круну. Он је био послао изасланика из своје најуже пратње, који дође и окруни га као првога краља његове земље.”  Писање Томе Сплићанина да је посланство из Србије ишло у Рим да тражи краљевску круну за Првовенчаног 28. августа 1217. године, или после тог датума, не оставља могућност да је крунисање било пре тога датума како је то изгледа само из после написане хронике Андрије Дандола.
На основу та два латинска извора (које су написали Андрија Дандоло у 14. веку и Архиђакон Тома Сплићанин из друге половине 13. века) већи део српских историчара пише да је крунисање Првовенчаног било 1217. године.
Два писана извора настала међу Србима су према времену настанка ближи времену крунисања Првовенчаног и можда поузданији. Средином 13. века јеромонах Доментијан Хиландарац у Житију Светог Саве оставио је најдетаљнији опис крунисања Првовенчаног. Према Доментијану, као српски архиепископ Сава I Немањић „И опет изабравши од својих ученика … епископа Методија … посла га у Рим … И написавши посланицу … папи … молио је да му пошаље … благословени венац, да венча свог брата на краљевство по првом отачаству краљевства њиховог, у коме се и отац њихов роди … у месту званом Диоклитија, које се зове велико краљевство од почетка … пренесен би благословени венац у отачаство његово … Призвавши благоверног брата свога, превеликог жупана кир Стефана, у велику архиепископију звану Жи(т)чу … преосвећени кир Сава сатвори по обичају свеноћно стојање … и после … исхода свете литургије, узевши свети венац у великом светилишту, венча благоверног брата свога, и помаза га Духом светим на краљевство да се зове самодржавни господин кир Стефан краљ свих српских и поморских земаља” На основу уверљивог описа крунисања Првовенчаног, који је оставио Доментијан Хиландарац, ученик Светог Саве, настало је и мишљење по коме је Првовенчани крунисан од стране архиепископа Саве I на Божић 1219. године. Неки су писали да је крунисање било у мају 1221. године онако како је то описао Доментијан Хиландарац. Доментијановом опису је сличан и опис који је оставио после Теодосије Хиландарац.
Пре крунисања титула Првовенчаног гласила је „велики жупан Стефан, намесник господин све српске земље”. Оваква титула забележена је у Хиландарској повељи (1200/1202 или 1207/1208) којом је Стефан потврдио повластице које је манастиру дао његов отац. Након крунисања, Стефан је издао повељу манастиру Жичи (1217). У њој његова титулатура гласи: Стефан, по милости Божјој, венчани краљ и самодржац све Српске земље и Поморја".
Првовенчани се успео ородити 1219. године са моћном породицом Анђела која је управљала Епирском деспотовином. Захваљујући преписци митрополита Нафпакта Јована Апокавка сазнајемо о припремама за венчање Радослава и Ане, најстарије ћерке епирског деспота Теодора. Припреме су започете још 1218. године. Брак је склопљен годину дана касније, крајем 1219. године. Првовенчани је пред крај живота издао Жичи још једну повељу којом под јурисдикцију манастира ставља све владарске задужбине (Хиландар, Ђурђеве Ступове, Студеницу, Милешеву). Најстарији син Првовенчаног Радослав је још током очева живота одређен за наследника. Након краће болести, Првовенчаног је умро 24. септембра 1227. године. Непосредно пред смрт се замонашио. Узео је име Симон. Најпре је сахрањен у манастиру Студеници, али је касније његов брат Сава пренео његове мошти у Жичу.

### Стефан Радослав
У другој Жичкој повељи Радослав се назива очевим наследником. Дакле, он је још за очева живота био одређен за наследника престола. Због тога приликом смене на престолу није било никаквих сукоба. Пре доласка на српски престо, Радослав је можда управљао делом Зете и Травуније или Захумља са престоницом у Котору. Као удеони кнез, обављао је функцију сличну функцији свог стрица, Вукана Немањића. Радослав је током своје владавине стално истицао грчко порекло. Мајка Евдокија је на њега имала велики утицај, што се види и из Радославовог потписа. На свим повељама потписивао се као „Стефан Дука”. Његов деда био је византијски цар Алексије III Анђел. Радослава је за краља крунисао стриц Сава на Спасовдан 1228. године у Жичи. Међутим, касније долази до погоршања односа између српског краља и архиепископа. У црквеним питањима Радослав је заобилазио српског и обраћао се за савете охридском архиепископу. Хоматијану су се обраћали и они који нису били под његовом јурисдикцијом — атонски монаси, солунски грађани, ђакон и хартофилакс из Драме, митрополити Драча и Коркире. Ана, супруга краља Радослава, била је ћерка Теодора Комнина Дуке кога је средином 1227. године за цара крунисао управо Димитрије Хоматијан. Питања краља Радослава и одговори на њих сачувани су у рукопису из 16. века у збирци Баварске државне библиотеке. Само њихово постојање упућује на претпоставку да је Радослав желео вратити тек основану српску цркву под јурисдикцију Охридске архиепископије. Његов стриц није се, наравно, слагао са таквом црквеном политиком те је напустио отаџбину и отишао на своје прво ходочашће у Свету земљу.
У спољној политици, Радослав се у потпуности ослањао на свог таста. Међутим, 1230. године долази до прерасподеле снага на Балкану. У бици на Клокотници (притока Марице), Теодор је поражен од стране бугарског цара Јована Асена II. Асен је у бици сломио моћ епирског владара. Последице битке одразиле су се и у Србији. Властела, незадовољна краљевом проепирском политиком, тражи помоћ Бугара како би извршила државни удар. До побуне је дошло крајем 1233. или почетком следеће године. Властела је на престо довела млађег сина Стефана Првовенчаног, Стефана Владислава. До фебруара 1234. године, Радослав се склонио у Дубровник.

### Стефан Владислав
Нови српски краљ био је ожењен ћерком бугарског цара, Белославом Асен. Владислава је крунисао стриц Сава. Изгледа да је млађи син Стефана Првовенчаног пре доласка на престо владао као удеони кнез. Он је до 1220. године подигао манастир Милешеву у чијем украшавању је можда учествовао и архиепископ Сава. На почетку владавине Стефана Владислава, односи са Дубровником нису били добри. Српски краљ вршио је притисак на Дубровчане да му предају Радослава. Радослав се за помоћ обраћао и босанском бану Матеју Нинославу. Међутим, морао је напустити Дубровник са којим се српски краљ спремао да зарати. Склонио се у Драч где је, наводно, дошло до разлаза са женом Аном. На позив стрица Саве, Радослав се вратио у Србију где је умро 1235. године као монах Јован. Сава је умро већ следеће, 1236. године, у бугарској престоници, на повратку са још једног путовања по источним патријаршијама. Према Доментијану, Бугари су желели да задрже његово тело које је најпре сахрањено у цркви Четрдесет мученика. Владислав је отишао тасту да га моли за Савино тело. Јован му је на крају изашао у сусрет. Савино тело враћено је у Србију где је положено у већ припремљен гроб у Милешеви.
Владислав је 1235. године издао повељу Дубровнику. Дубровник се обавезао да неће примати противнике српског краља на својој територији, а српски краљ је за узврат потврдио граду раније повластице. Тада се усталио обичај да се приликом сваке промене на челу српске или дубровачке државе поново потврђују споразуми.
Владислав је 1237. године са војском морао отићи на крајњи запад своје државе, на реку Цетину. Повод је био упад угарског херцега Коломана у Хумску земљу којом је владао Тољен II, вазал српског краља и потомак кнеза Мирослава, брата Стефана Немање. Након успешног продора кроз Босну, Коломан је упао у земљу кнеза Тољена. Присуство Владиславове војске спречило је даље угарске продоре. Том приликом склопљен је савез између Српског краљевства и Сплита.
Почетком четрдесетих година 13. века Татари врше инвазију на источну Европу. Страдала је Пољска, Шлеска, Русија, Угарска, а Монголи допиру до Јадранског мора гонећи угарског краља Белу. По повратку, прошли су кроз Србију и Бугарску те су 1243. године, под вођством Бату-кана, основали Златну Хорду. Непосредно пред монголски упад, умро је бугарски цар Јован. Наследио га је неспособни син Коломан I Асен. Владислав је изгубио ослонац на Бугарску те је збачен са престола 1241. године. Наследио га је млађи брат Урош. Владислав је наставио да живи у Србији. Умро је око 1269. године, а сахрањен је у својој задужбини, Милешеви.

### Стефан Урош I
Почетак владавине Стефана Уроша обележио је долазак немачких рудара, Саса, у Србију. Не зна се разлог доласка Саса у Србију. Постоје две теорије — да су се под притиском Монгола из Ердеља склонили у Србију по одобрењу српског краља или да су дошли на позив самог краља Уроша, привучени обостраним економским интересима. Саси доносе нове технике обраде обојених метала које Срби нису познавали. Први историјски извор који спомиње Сасе јесте Урошева повеља Брскову из 1254. године. Саси су омогућили краљу да се осамостали од властеле јер је могао држати плаћеничке снаге.
Крајем четрдесетих година 13. века долази до обнове сукоба између Дубровачке и Барске надбискупије. На месту Барског надбискупа нашао се Ђовани Плано Карпини. Годину дана раније, Босанска католичка дијецеза искључена је из јурисдикције дубровачког надбискупа те је потчињена Калочкој надбискупији. Стога је Дубровник настојао да под своју црквену јурисдикцију стави српске католичке бискупије које су од 1215. године потчињене Барској надбискупији. Спор је решен у корист Барске надбискупије, али се Ђовани морао повући да надбискупске столице. Наследио га је Гуфрид. Урош је у сукобу подржао Барску надбискупију и опустошио околину Дубровника. Дубровник склапа савез са бугарским царем Михаилом II Асеном који се спремао напасти Србију са истока. Коалицији је приступио и Радослав, хумски кнез, син Андрије и потомак кнеза Мирослава. Бугарска војска напала је Србију 1254. године. Међутим, напад је био неуспешан и није уздрмао Урошев положај. Дубровник је са српским краљем склопио мир. Најгоре је прошао кнез Радослав који се након завршетка рата не помиње у изворима. Његова удеона кнежевина прикључена је Српском краљевству. Такође, отприлике у исто време, Урош је држави прикључио и територије којима су управљали Вуканови наследници, Стефан, Димитрије и Младен.
Урош се умешао у рат између Епирске деспотовине и Никејског царства подржавајући епирског деспота Михаила II Анђела. Послао му је 1000 војника (1258). Српска војска заузела је север Македоније са Скопљем. Међутим, коалиција је поражена у Пелагонијској бици (1259), а две године касније Михаило Палеолог осваја Цариград чиме је окончано постојање Латинског царства (1204—1261).
Урош је био вазал угарском краља коме 1260. године шаље помоћни одред за рат против чешког краља Отакара II Пшемисла. Добри односи нарушени су 1267. или 1268. године. Наиме, угарски краљ Бела је средином 13. века основао Мачванску бановину на чије чело је поставио руског кнеза Ростислава Михаиловића, иначе свог зета. Ростислава је наследио син Бела Ростиславич. Урош је напао територије Беле и пустошио их све док мачванском бану деда није послао помоћне одреде који су успели да поразе српског краља. Урош је пао у заробљеништво и морао је платити откуп. Свога сина Драгутина оженио је угарском принцезом Каталином, ћерком краља Стефана V. Морао је обећати да ће сину оделити део територије на управу.
Почетком седамдесетих година 13. века долази до покушаја склапања брака између Урошевог млађег сина Милутина и византијске принцезе Ане, ћерке цара Михаила и његове жене Теодоре. Георгије Пахимер описује неуспешне преговоре након којих Урош склапа савез са Карлом Анжујским, главним противником византијског цара. Михаило је на сабору у Лиону из 1274. године оспорио законитост постојања аутокефалне српске цркве. Међутим, Урош није стигао повести рат против Византије. Године 1274. он води рат против Дубровника. То је последња позната политичка акција краља Уроша.
Архиепископ Данило (1324—1337) у Житијима краљева и архиепископа српских, описује грађански рат између Уроша и његовог сина Драгутина. Рат је избио због одбијања Уроша да сину додели део територија на управу на шта се обавезао 1268. године. Рат је завршен поразом Уроша у бици на Гатачком пољу 1276. године. Урош се повлачи у Хумску земљу где се замонашио. Умро је као монах Симон 1277. године.

### Стефан Драгутин
По доласку на власт, краљ Драгутин је својој мајци, краљици Јелени дао удеону кнежевину на управу. Јелена је добила Зету, Требиње и крајеве око Плава и Горњег Ибра, због чега је сину опростила збацивање оца са власти. Вероватно је и Драгутинов млађи брат Милутин добио део земље на управу. Драгутинову владавину карактеришу добри односи са Дубровником са којим је његов отац био у сукобу. Драгутин је Дубровчанима издао повељу у којој се по први пут у изворима помињу властеличићи као ситна властела у српској држави. Као и његов отац, и Драгутин није био у добрим односима са Византијом. Пребег Котаница учествује у српском продору до Сера пљачкајући византијске покрајине. Међутим, сем ових мањих пограничних сукоба, већих борби са Византијом није било. Србија је приступила антивизантијској коалицији на челу са Карлом Анжујским формираној 1281. године у Орвијету. Бугарску раздиру династичке борбе.
Архиепископ Данило приказао је Драгутинов пад са коња под Јелечом као Божју казну за збацивање оца са престола. Драгутинова повреда била је тешка. Спречавала га је да за дуже време управља државом. Краљ је искористио пад са коња да абдицира у корист свога млађег брата Милутина. Прави разлог било је незадовољство властеле Драгутиновом проугарском политиком. Властела је желела рат са Византијом у коме би проширила своје територије. Драгутин је 1281. године предузео поход у коме је српска војска продрла до Сера. Међутим, властела је следеће године очекивала наставак рата, а повређени Драгутин није могао предводити војску. Поред Данила, о Драгутиновом паду сведоче и анонимни монах који је 1308. године саставио путопис у коме је описао стање у српској држави, као и византијски историчар Георгије Пахимер.
Предаја престола извршена је на сабору у Дежеви 1282. године. Милутин је од брата добио и симболе краљевске власти: злато, царске хаљине, оружје и коња. Милутин је, према одредбама Дежевског сабора, требало да остане на престолу до краја живота. Наследио би га један од Драгутинових синова, вероватно Владислав. Самом Драгутину припале су простране територије на северу Српског краљевства које су обухватале простор од Рудника до Требиња. Од таште Јелисавете Куманке добио је 1284. године и Мачванску и Усорско-солску бановину. Драгутинова држава у страним изворима позната је као „Сремска краљевина”.

### Стефан Милутин
Прве године своје владавине, Милутин предузима поход против Византије у коме осваја Горњи и Доњи Полог, Овче Поље, Злетово и Пијанец. Византијски цар Михаило VIII предузима припреме за поход на Србију. На то су га пожуривале и византијске аристократске породице пребегле пред Србима у Цариград. Међутим, цар је умро пре завршетка припрема. Нови цар, Андроник II Палеолог упутио је у рано пролеће 1283. године војску на Србију. Међутим, није лично узео учешћа у нападу. Војску су углавном чинили најамнички татарски одреди. Према Данилу, већи одред Татара страдао је на Дриму након чега је поход завршен. У јесен исте године Милутин је похарао струмску и серску област и досегао је границе Свете Горе и обалу Егејског мора до Христопоља. У рату су учествовали и одреди Драгутина. Милутин запоседа Пореч, Кичево и Дебар. Милутин је у рату 1282—1284. године значајно проширио Српску краљевину ка југу.
Почетком последње деценије 13. века Милутинова и Драгутинова војска заједнички запоседају Кучево и Браничево којима су до тада управљали полунезависни кумански владари Дрман и Куделин. Браничево се по први пут нашло у саставу српске државе. Прикључено је Сремској краљевини. Освајање Браничева изазвало је реакцију видинског кнеза Шишмана, вазала монголског кана Ногаја. Шишманове снаге допрле су до Пећи. У контранападу, Милутин је заузео Шишманову престоницу и приморао га да се ожени ћерком свог властелина Драгоша. Шишманов син ожењен је Милутиновом ћерком Аном. Монголски кан Ногај припремао се за напад на Србију. Милутин је напад предупредио молбом за мир и слањем таоца међу којима је био и његов син Стефан.
Српски краљ је 1296. године заузео Драч и тиме изазвао нову експедицију Византинаца. Грчку војску предводио је познати војсковођа Михаило Главас. Главасев напад завршен је потпуним неуспехом након чега је сам војсковођа предложио цару склапање мира. Теодор Метохит описује преговоре са српским краљем и склапање мира. Андроник је краљу најпре понудио своју сестру Евдокију за жену. Међутим, она није желела ни чути за већ три (или четири) пута жењеног српског краља. Стога је византијски цар Милутину указао на своју ћерку, петогодишњу Симониду. Венчање је обавио охридски архиепископ Макарије. Измирење са Византијом, крунисано браком са Симонидом, представља велики успех у Милутиновој политици. Тиме је постигао легализацију освојених територија у Македонији које су Србији прикључене као мираз. У једној својој повељи, Милутин сам пише како је "мачем узео скопску, овчепољску, полошку и дебарску и друге земље и потом постао зет самодржавног грчког цара Андроника. Савез са Византијом имао је значајну опозицију у Србији. Пре свега, против савеза су били краљева мајка Јелена и краљев брат Драгутин. Византинци су од Милутина тражили да његова мајка Јелена присуствује женидби. Међутим, краљ се правдао њеном старошћу и дужином пута. Драгутинов став може се извести из догађаја који су уследили и белешке византијског писца Георгија Пахимера који каже да је Андроник своме зету пружио савезничку помоћ због које је Драгутин морао да одустане од планираног напада.
Узроци рата између Милутина и Драгутина (1301—1311) слабо су познати. Дубровник је 1301. године уз помоћ Млетачке републике напао Котор. Котор је издржао опсаду, а као одмазду, Милутин (који је припадао коалицији Ђенове, Византије и Котора) напада Дубровник, пресеца му све везе са копном. Дубровачки кнез се склања на Мљет и августа 1301. године закључен је мир по коме је утврђено пређашње стање уз ратну одштету Дубровника од 4000 перпера. Повељом Милутин потврђује права дубровачких трговаца у Србији. У повељи се помиње и Рудник што значи да је овај град већ био у Милутиновим рукама (септембра 1301). Рат у Босни повезан је са грађанским ратом у Србији. Павле Брибирски је, користећи се сукобима у Србији, продро дубоко у земљу, све до Оногошта. Још од 1299. године он је освојио велики део Босне и понео титулу „господара Босне” постављајући на место бана свог брата Младена I. Младен 1302. године ратује са баном Стефаном II Котроманићем око Босне. Већ 1304. године у једној повељи носи титулу господара Хумске земље. Међутим, нема трагова о стварној власти Младена Брибирског у Хуму. Уместо њега појављује се кнез Константин из породице Нелипчића који влада просторима доњег тога Неретве, Стона и Невесиња. Павле води рат са Милутином. Српски краљ заробио је његовог сина, Младена II. Око 1306. године Павле и Милутин су склопили мир. Павле се повукао из Хумске земље, а Милутин је ослободио Младена.
Карло Валоа, брат француског краља Филипа IV, оженио се унуком латинског цара Балдуина II и тиме у мираз добио титулу латинског краља. Почео је да спрема рат против Византије за обнову Латинског царства. Против Византије је био и Филип Тарентски, господар балканских анжујских територија који 1305. године заузима Драч. Милутин је преко скадарског епископа уговорио састанак са Филипом 1305. године. Истовремено је српски краљ послао изасланике у Париз да са Карлом Валоа уговоре савез против Византије. Француска влада послала је доминиканског калуђера да испита стање у српској држави. Иако су симпатије анонимног калуђера биле на страни Драгутина (чија је мајка Јелена била у даљем сродству са Анжујцима), Карло Валоа се изгледа није много обазирао на овај извештај већ је 1308. године са Милутиновим изасланицима склопио савез гарантујући му територије које је освојио од Византије. Милутин је обећао да ће прећи у римокатоличку религију и да ће своју ћерку Царицу (Зорицу) удати за Карловог сина. Папа Климент V веровао је Милутину и на више страна је писао да свештеници приведу у дело Милутинов прелазак у римокатоличку веру. Верујући новим савезницима, Милутин је 1308. године напао Византијско царство повевши војску на Солун. Део каталинских најамника под Меликом прешао је на његову страну (1000 коњаника и 500 пешака). Солун се одбранио од напада, а Мелик је устао против Милутина. Милутин га је савладао и погубио. Долази до промене на западу. Папа Климент је 1309. године отишао у Авињон, а Карло Валоа се умешао у сукобе око круне Светог римског царства, а након неуспешног покушаја да се домогне немачке круне и у сукобе у Француској. Папа је 1309. године проклео Млетачку републику која је на своју страну придобила Милутина. Савез Милутина и запада се распао. Млечани наговарају Милутина да ратује против Анжујаца на Балкану. Називају га краљем Албаније која први пут улази у титулатуру српских владара. Милутин се вратио Андронику и помогао му да порази најамнички одред Хсалила у Галипољу. За узврат, Андроник је Хиландару поклонио једно село. Рат Милутина и Хсалила први је историјски сукоб Турака и Срба на Балканском полуострву. Међутим, није био једини. Милутин је 1313. године послао јак одред српске војске у Малу Азију под вођством великог војводе Новака Гребострека, који није био под грчком командом већ је ратовао као византијски савезник самостално.
Милутинови преговори са западом се, дакле, нису одразили на односе са Андроником. Византија је у том тренутку ратовала са Османлијама доводећи у Малу Азију ратнике најамничке Каталинске компаније који су се убрзо окренули против својих послодаваца и почели са пљачкањем Грка. На мети се нашла и Света Гора, па и Хиландар. Милутин је водио рачуна о Хиландару. Подигао је нову цркву на месту старе Немањине, подигао је бедеме око Хиландара и два пирга од којих је један бранио цркву од напада гусара са мора. Страдања Хиландара током трогодишњих каталинских напада (1307—1310) забележио је тадашњи управник манастира, каснији архиепископ Данило. Каталинци се повлаче на запад, преко Тесалије и Епира стижу до Атинског војводства где, након краткотрајне службе војводи, окрећу се против њега и наносе му пораз код Кефиса (1311) након чега преузимају власт над војводством. Тиме је опасност по Србију привремено отклоњена. Још у Тесалији се од Каталинаца одвојио најамнички одред Туркопола које је, под заповедништвом Мелика, Милутин унајмио у своју службу.
Када је Милутин 1310. године послао Андронику помоћ (за борбу против Хсалила) Драгутин га је напао. Властела је прешла на страну Драгутина, а Милутина је из тешког положаја спасло свештенство које је зазирало од Драгутинових веза са западом. Вођа свештенства тада је био биограф Данило, тада бањски епископ. Њему је Милутин поверио новац на чување. Њиме је Данило регрутовао најамничке одреде Турака, Татара и Осета. Свештенство се плашило од ескалације сукоба те је подстицало мир. Хиландарски игуман Никодим је у име оба краља отишао у Цариград ради савета. Цар и патријарх предложили су склапање мира које је обављено на државном сабору. Мир је симболисан изградњом манастира Бањска и издавањем чувене Светостефанске хрисовуље, донете између 1313. и 1316. године. Грађански рат није довео до територијалних промена.
Највише разлога за забринутост након завршетка рата имао је најстарији Милутинов син Стефан. Он је током рата био очев миљеник, а повратак на одредбе Дежевског сабора није му одговарао. Стефан је 1306. године постављен на чело Зете и приморских области носећи титулу краља. У том тренутку имао је преко 30 година и у Зети је био чврсто укорењен. Живео је са породицом, женом и два сина: Душан и Душиц. Поред тога, он је рођен у незаконитом Милутиновом браку са Аном Тертер што је додатно пољуљало његов положај. Око престола се борила и Симонидина мајка Ирина, желећи да га обезбеди за свог сина Димитрија који је на крају одбио да живи у Србији. Властела је Стефана наговорила да подигне побуну против оца претећи да ће му у супротном отказати послушност. Милутин је војском заузео Зету; Стефан се повукао преко Бојане. Ступио је у преговоре са оцем. Састали су се код Скопља где је била Стефанова резиденција. Милутин је наредио да му окују сина. Стефан је одведен у Скопље где је делимично ослепљен. Послат је на двор у Цариград где је код цара Андроника провео седам година. У Србију се вратио непосредно пред очеву смрт. Милутин је, уз наговор цркве, сину на управу дао жупу Будимље. Исте (1314) године долази до кризе у односима Милутина и Драгутина. Краљица Јелена је умрла 8. фебруара 1314. године, а Драгутин није лично дошао на сахрану већ је тамо упутио посланство. Тек касније је дошао на мајчин гроб и састао се са братом на Паунима на Косову.
Краткотрајан период мира прекинут је Драгутиновом смрћу у пролеће 1316. године. Пред смрт се краљ Драгутин замонашио и понео име Теоктист. Пре тога је на сабору предао власт своме сину Владиславу. У једном тренутку, убрзо након Драгутинове смрти, Милутин је затворио Владислава и преузео његову област. Драгутинове земље су од тада па све до краја 14. века постале јабука раздора у односима између Србије и Угарске. Између 1316. и 1318. године Милутин води рат са Дубровником. Примирје је закључено 1317. године, а Милутин је пристао на плаћање данка од преко 4000 перпера. Тек што се окончао овај рат, избио је рат са Младеном II Брибирским (јуна 1318. године). Ток рата није познат. Јуна следеће године папа је упутио писма неколицини албанских великаша да збаце власт шизматичког рашког краља. На овакву одлуку папе утицала је Милутинова офанзивна политика против Филипа Таренског након завршетка грађанског рата са Драгутином. Против Милутина је формирана коалиција. Најјачи Милутинов противник био је Карло Роберт, угарски краљ, који на јесен 1319. године прелази Саву и заузима Мачву продирући долином Колубаре. Угарска војска доспела је северно од данашњег Ваљева. Језгро Драгутинове државе дошло је под угарску власт. Убрзо после повлачења Угара Милутин је повратио територије те је Карло Роберт у зимским месецима, почетком 1320. године, поново покренуо поход и заузео Мачву и остале градове Драгутинове државе. Милутин се није могао користити својом најамничком војском Кумана јер их је Андроник II баш тада затражио да му се врате. Први период грађанског рата у Византији између Андроника и његовог унука протекао је без мешања Милутина. Када је 1322. године поново избио рат, Милутин је већ био мртав.

### Стефан Дечански
На наговор хумског епископа Данила, Милутин је дозволио своме сину Стефану да се 1321. године врати из Византије. Доделио му је на управу област Будимље. Милутин свога старијег сина Константина, који је некада био хумски намесник, није сматрао нарочито вредним јер га је за наследника прогласио тек након прогонства Стефана. Константин је заједно са Симонидом и Милутином насликан у Грачаници. Био је намесник Зете након Стефановог прогонства. У Скадру је проглашен за краља. Ковао је свој новац. Чим је сазнао за смрт оца, Стефан је објавио да му је Свети Никола вратио вид. Спремао се да преузме власт. Понудио је Константину да поделе власт, али овај није пристао. Његово словенско порекло, чудесно исцељење и мучеништво придобило је већину народа. Црква је напустила Константина. Архиепископ Никодим крунисао је на Богојављење Стефана за краља, а Душана за младог краља. Константин је у борби савладан и заробљен. Псеудоброкар пише да је свирепо убијен. Пише да је Стефан клиновима пробијао мишице Константина и расекао га на пола, а његову лобању искористио као пехар као што је у 9. веку учинио бугарски владар Крум са лобањом византијског цара.
Драгутинов син Владислав ослободио се заробљеништва и успоставио своју власт у очевим земљама. Носио је краљевску титулу и имао је двор са властитим достојанственицима. Није познато да ли је очеву државу обновио у пуном обиму. Босански бан се већ 1323. године назива господарем Усоре и Соли, а нејасан је положај Рудника. Спор је избио око Рудника. У јесен 1323. године трговци у Руднику давали су поклоне краљу Владиславу, а пред крај те године трг је дошао у руке Стефана. Владислављеве присталице и трговац Менче Менчетић затворили су се у рудничку тврђаву Островицу. Краљ је позатварао дубровачке трговце због пружања подршке Менчетићу. Споразум са Дубровником склопљен је јуна 1324. године. Две године касније је краљ поново Дубровчанима издао повељу са уобичајеним повластицама.
Након Милутинове смрти локална властела у залеђу се осилила, а краљева власт је била слаба. У том погледу су се највише истакли Бранивојевићи учврстивши се на Стону и Пељешцу. Они су своју власт ширили ка унутрашњости (у Попову) и ка Неретви и преко ње. У време Милутина, Бранивојевићи су се борили против Младена II, а касније и против босанског бана Стефана II Котроманића. Падом Младена гаси се моћ Брибираца, а босански бан Стефан II Котроманић постаје најмоћнији српски сусед на западу. Од 1324. године влада и Усором и Соли. Душан, Стефанов син, стао је на страну Дубровника и босанског бана и издејствовао је да се ослободи жена Брајка Бранивојевића која је била кћи једног од српских велможа (Војина, оца Милоша, Алтомана и Војислава Војиновића). Михаило Бранивојевић је погинуо у рату док је Брајко допао заробљеништва. Браноје је побегао на Стефанов двор где је касније погубљен. Тиме се затрла породица Бранивојевића. Након тога је босански бан заузео долину Неретве и Крајину док су Дубровчани претили да заузму Стон. Преговори око продаје Стона Дубровчанима нису текли добро те је 1327. године забрањен извоз робе у Србију. Августа исте године избио је рат који је трајао скоро годину дана. О његовом току је мало познато. Мир је закључен на лето 1328. године. Пељешац је припао српском краљу. Краљ, међутим, није вратио територије које је преузео босански бан. Први војнички поход Душана био је сукоб са босанским баном Стефаном 1329. године. Студенички игуман Никола пише да је Дечански послао свога сина на безбожне и погане бабуне који су провалили у Рашку, у Дабарску област. Душан им је нанео пораз и стекао је велики плен. Сам Стефан једва се спасао тако што му је властелин Вук Хрватинић понудио свога коња.
Стефан се 1324. године оженио дванаестогодишњом Маријом Палеолог, унуком Теодора Метохита. Њен отац био је византијски намесник Солуна. Намеравао је да се осамостали у Македонији. Успео је да наговори Стефана да пошаље одред војске који је пљачкао у Серској и Струмичкој области. Андроник је понудио Јовану титулу кесара. Овај је пристао, али је умро у Скопљу на зетовом двору. Теодор Метохит је наговорио цара да пошаље посланство Дечанском. У њему се налазио и хроничар Нићифор Григора.
Михаило Шишман је на власт дошао 1324. године. Изгледа да је у рату Дечанског и Владислава пружао подршку Владиславу што је натерало српског краља да му пошаље изасланике. Шишман се 1325. године отерао своју прву жену, Ану Неду, ћерку краља Милутина, и оженио се Андрониковом сестром. Међутим, једно време је био и у рату са Андроником Млађим. Са Србима се сукобио због њиховог ширења у Вардарској долини. Разлог за рат са Византијом било је српско поседовање Просека кога им је предао византијски намесник Михаило Асен, иначе Бугарин. Андроник је 1330. године унајмио татарске и друге најамнике, а склопио је и савез са влашким кнезом Јованом Бесарабом против Срба. Срби су такође набављали најамнике. Григора помиње 1000 Келта, а Кантакузин 300 Аламана. Маја 1330. године Стефан је забранио Млечанима да преко његове земље тргују са Бугарском. Стефаново посланство на бугарском двору није постигло успехе.
Бугари су напали Србију са југа, у правцу Струме и Брегалнице. Намера им је била да се споје са византијском војском. Срби су се груписали на ушћу Топлице у Мораву (Добричко поље). Михаило је прешао српску границу код Землена код Струме. У сусрету Бугарима, Дечански се зауставио у цркви Светог Ђорђа у Нагоричину где је сачекао део војске. Остатак је сачекао на реци Каменчи одакле је поново покушао да преговара са Бугарима, опет неуспешно. Ту је примио вест да дисциплина у бугарској војсци није најбоља. Последњи српски одреди стигли су код Велбужда на јутро 28. јуна. У подне је Дечански напао Бугаре. На обе стране било је око 15.000 војника. Нарочито су се истакли стрелци младог краља Душана. Сам Михаило је покушао да се спасе бегом. Пао је са коња након чега су га српски прогонитељи убили (Кантакузин). Дечански га је сахранио у Нагоричину, у цркви Светог Ђорђа. Срби су наставили да гоне бугарску војску. Остатке бугарске војске спасао је Михаилов брат Белаур.
Уплашени бугарски бољари молили су Дечанског за мир. Стефан је пристао на мир, повољан по Бугаре. Своју сестру Ану вратио је на бугарски престо поставивши на њега њеног малолетног сина Јована Стефана. Нову царицу је у Трново отпратио одред српске војске. Грчка војска се користила поразом Бугара и опљачкала је територије свог дојучерашњег савезника. Пред Србима се повукла. Дечански је освојио Штип, Велес, Просек, Чрешће, Добрун.
О сукобу између Стефана Дечанског и Душана имамо две противречне верзије. У приказу Даниловог ученика сва кривица бачена је на Дечанског који је са војском напао свога сина. Нићифор Григора који је сам посетио Србију и познавао српског краља најважнију улогу даје властели. Душаново страховање од Стефанове деце из другог брака подстакла је властела која му је обећала подршку у устанку против свога оца. Колико је дуго трајао сукоб није познато. Дечански се јануара 1331. године налазио у синовљевој области, око Скадра. Дубровчани су послали три посланика да посредују између оца и сина. Према казивањима краљевог животописца, Дечански је пре тих преговора разорио Душанов двор у близини Скадра . Душан се са великим опрезом сусрео са оцем након чега је утврђен мир. Дечански се вратио у своју област док је Душан отишао у Требиње. Мир је трајао само три месеца. Повод за нов рат био је позив Душану да изађе пред оца. Душан се плашио да сам пође оцу већ је позвао и своју властелу. Властела се успротивила. Душан је попустио пред њиховим наваљивањем и напао са војском свога оца. Стефан је опкољен у свом двору у Неродимљи, највероватније 21. августа 1331. године. Побегао је у Петрич док је Душан освојио двор и ризницу. Душан је оца опколио и у Петричу и приморао га на предају. Дечански је са децом из другог брака и женом затворен у звечанску тврђаву где је, после нешто више од два месеца, изгубио живот под нејасним околностима (11. новембар 1331). Крунисање Душана за краља обављено је 8. септембра у Сврчину.

### Стефан Душан
Како би све расположиве снаге могао искористити у рату са Византијом, Душан је одмах на почетку своје владавине склопио мир са новим бугарским царем. У Бугарској је, као и у Србији, 1331. године дошло до промене на престолу. Бољари су довели на престо Јована Александра који са Душаном склапа мир. Душан се оженио Јовановом сестром Јеленом. На пролеће 1332. године избила је побуна у Зети на истом месту где је Душан годину дана раније подигао побуну против свога оца. Зетске великаше, незадовољне наградама које им је Душан доделио, предводили су Димитрије Сума и Богоје чија се власт проширила и на северне делове Албаније. Душан се изгледа споразумео са побуњеницима уз посредовање Дубровчана.
На западу своје државе Душан је наследио неке проблеме из доба владавине свога оца. Дубровчани су претендовали на Стон и Пељешац још од завршетка рата са Бранивојевићима. У складу са мировним споразумом из 1328. године нису их освојили. Бан Стефан II Котроманић је заузимао све веће територије на обали што га је довело у сукоб са Млетачком републиком (1331). Босански бан био је стварни господар Хума, али је Стон признавао врховну власт српског краља. Дубровчани су се обратили обојици. Главни Душанов повереник био је Никола Бућа, али су у преговорима учествовали и Војиновићи. Душан се одрекао територије на крајњем западу своје државе коју је тешко могао и бранити. Повељу о продаји Стона издао је јануара 1333. године у Пологу. Дубровчани су поред исплате дохотка (8000 перпера и 500 перпера годишње) морали прихватити одређене обавезе које се тичу заштите православаца на њиховој територији. До тада се Дубровник трудио да сузбије православље верском пропагандом и аграрном реформом којом је српском племству одузимано земљиште. Стонски доходак српски владар примао је до 1350. године када га је уступио манастиру Светих Архангела у Јерусалиму.
Након склапања мира са Дубровником, Босном и Бугарском, Душану су остале отворене руке за напад на Византију. Опис овог Душановог похода забележио је једино хроничар Нићифор Григора. У првој години рата Душан заузима Струмицу. У току припрема за већи поход у Србију је пребегао византијски великаш Сигријан који је након завршетка грађанског рата пао у немилост новог цара. Способни војсковођа заузео је Костур, а српска војска је готово приморала Солун на предају. Сам цар Андроник морао је бранити град. Лерински заповедник Сфрагнец Палеолог убио је на превару Сигријана у заседи претварајући се да му је пријатељ. Његови грчки војници почели су пребегавати на страни Андроника што је један од разлога склапања мира. Душан је оплакао и сахранио Сигријана.
Завршетак рата са Византијом омогућио је Душану да покрене војску на север где је Карло Роберт продро 1335. године. Угарска војска се у паници повлачи пред Душаном, а њен велики део страдао је у Сави. Душан је заузео Мачву, а Милтен Драживојевић (дотадашњи савезник босанског бана) прелази на страну српског краља. Између 1338. и 1339. године Душан поново води рат са Карлом Робертом. Српска војска прелази Саву и ратује у Срему. Карлов наследник Лајош ратује неколико година против Срба. Међутим, тада је српска пажња (око 1342. године) усмерена на рат са Византијом.
Године 1336. долази до погоршавања односа између Душана и Јелене. Они нису имали деце те је Душан намеравао да се разведе. Преговарао је са аустријским војводом Отоном да се за Душана уда његова синовица, ћерка светоримског краља Фридриха Лепог. Посланици на челу са витезом Палманом преговарали су са Душаном у Котору. Млада Јелисавета згрозила се овом идејом. Разболела се и умрла. Јелена је, када је сазнала за ове планове, пожурила да роди сина. Тако је крајем 1336. или почетком 1337. године рођен Урош.
Андроник је 1336. године остварио значајан успех у правцу обнове моћи Палеолога заузимајући Тесалију. Са Душаном се 1336. године састао на Струмици. Душан је тада упознао Јована Кантакузина. Мирни односи са Византијом трајали су до Андроникове смрти 1341. године мада се назнаке предстојећег сукоба јављају већ 1340. године. Војвода Хреља је 1340. године изневерио Душана и пришао Грцима. Предао им је три града (са Струмицом) и добио титулу кесара. Хреља се 1341. године поново вратио Душану и за узврат му је предао град Мелник кога је заузео од Кантакузинових људи. Следеће године се замонашио као монах Харитон у Рилском манастиру. Умро је исте године. Душан је преузео његову област на крајњем истоку државе.
Андроник је умро од болести коју је зарадио у ратовању по Епиру 1341. године. За регента малолетног цара Јована постављен је Кантакузин. Он је, међутим, намеравао да самостално завлада те је на високе положаје уздизао своје рођаке. Против њега је устала Италијанка, царица-мајка Ана Даласина и мегадукс Алексије Апокавк. Против Византије је тада био Душан (због Хрељиног одметништва) и бугарски цар Јован Александар (тражећи да му се изда противник Шишман који се склонио у Цариград). Кантакузин се повлачи у Димотику и крунише за цара. Са своја два сина, Матијом и Манојлом, покушао је да заузме Солун. Након неуспешног напада на Солун отишао је у Просек где се предао заповеднику града. Одатле је упућен у Велес којим је владао његов познаник Јован Оливер. Преко њега се повезао са Душаном који га позива у Скопље. Тамо је Кантакузин провео годину дана у преговорима. Душан је тражио све градове западно од Кавале. Савез са Кантакузином подржавала је краљица Јелена. Сазван је и сабор од 24 великаша са којима се Душан саветовао шта треба чинити. Склопљен је договор по коме је свако требало да задржи оно шта освоји.
Српски одреди под Вратком и Јованом Оливером придружили су се Кантакузину који напада Сер. Међутим, пили су много вина коме нису били вични те је доста њих страдало без борбе од срдобоље (1500 људи). Даласина и Апокавк нуде Душану исте услове као и Кантакузин уколико му га преда. Међутим, краљ је остао веран датој речи. Јуна 1343. године Душан осваја Кроју, главни град Средње Албаније (којој је издао једну повељу на грчком језику сачувану у латинском преводу Алфонса Арагонског из 15. века. То је једина сачувана градска повеља цара Душана). Грчким градовима потврдио је раније повластице. Српски војници под Кантакузином отказивали су послушност што доводи до разлаза. Кантакузин заузима Бер за кога је и Душан био заинтересован. Није се одазвао краљевом позиву да дође у Скопље. Душан ступа у преговоре са регуларном византијском владом. Договорена је веридба између Уроша и сестре Јована Палеолога.
Млетачка флота, подстицана од папе, уништила је 1343. године турску флоту код Халкидикија. Турци под вођством Омара били су одсечени од своје базе. Придружили су се Кантакузину. Душан је против њих послао 3000 људи под Прељубом. Код Стефанијане Турци су на превару поразили Прељуба. Чекали су да српски војници сиђу са коња и натерали су их да се у тешком оклопу попну на брдо одакле су слетели и дочепали се српских коња, побили нешто људи и отишли у Тракију где се Кантакузин налазио.
У рату Душана и Кантакузина значајно је деловање војводе Момчила. Он је био један од тада доста честих авантуриста који је владао у области Родопа и у јужној Македонији. Оставио је 1344. године Душана и пришао Кантакузину. Располагао је озбиљним снагама од 5000 пешака и 300 коњаника. Кантакузин га је прогласио севастократором. Ана Даласина, настојећи да га привуче на своју страну, дала му је титулу деспота. Он је тада оставио Кантакузина и напао његове турске савезнике, али је поражен и приморан да бежи у приморски Перитеорион. Страдао је од турских стрела јер га грчки заповедници нису пустили да уђе у град.
Душан је до јесени 1345. године заузео Берат, Валону, Канину, Костур, Хризопољ, Драму и Бер. Солун, за којим је жудео читавог живота, није могао да освоји. Душан почетком 1345. године опседа Сер. Септембра исте године град је пао у српске руке. Исту судбину доживели су сви византијски градови источно од Христопоља. Халкидики са Светом Гором такође су освојени. Крајем 1345. године Душан се у Серу прогласио за цара. Уследило је и крунисање, на Ускрс 16. априла 1346. године.

## Црква

### Оснивање Српске архиепископије
У прве две године постојања Српског краљевства, српска црква била је потчињена црквеним поглаварима других држава. Православне епископије биле су потчињене Охридској архиепископији успостављеној 1018. године од стране византијског цара Василија. На просторима српске државе деловала је Рашка, Призренска и Липљанска епископија. Као поглавару српске цркве, охридском архиепископу Димитрију Хоматијану се писмом обратио Стефан Првовенчани, велики жупан πάσης Σερβίας καὶ Διοκλείας, око неких брачних питања. Римокатоличке бискупије биле су под јурисдикцијом Дубровачке и Барске надбискупије, сем Которске бискупије која је била потчињена надбискупији у Барију. Сава је 1219. године у Никеји издејствовао аутокефалност српске цркве. Никејски цар и патријарх били су природни савезници Срба у околностима које су уследиле након пада Цариграда. Архиепископ Сава је основао нове епископије (две у приморју — хумска и зетска; шест у унутрашњости — жичка, хвостанска, будимљанска, дабарска, моравичка, топличка), а јурисдикција архиепископије протезала се на читавој територији Српске краљевине. Охридски архиепископ Димитрије Хоматијан оштро осудио је настанак архиепископије.
За време Стефана Немање у Србији су постојале три епископије потчињене Охридској архиепископији: Рашка, Призренска и Липљанска. Сава је основао седам нових: Зетску, Хумску, Дабарску, Моравичку, Будимљанску, Хвостанску, Топличку. Рачунајући и Жичку, српска аутокефална црква обухватала је једанаест епископија. Њихова средишта била су у: црква Светог Арханђела Михаила на Превлаци у Боки Которској (Зетска), црква Свете Богородице у Стону (Хумска), црква Светог Николе у Бањи код Призрена (Дабарска), црква светих апостола Петра и Павла код Новог Пазара (Рашка), црква Светог Ахилија у Ариљу (Моравичка), Богородица Хвостанска код Пећи (Хвостанска), црква Светог Ђорђа (Ђурђеви Ступови) у Будимљу (Будимљанска), црква Светог Николе код Куршумлије (Топличка), црква Свете Богородице у Призрену, познатија као Богородица Љевишка (Призренска), црква Свете Богородице у Грачаници (Липљанска).
Учене монахе Сава је доводио са Свете Горе, углавном из Хиландара. Свештенство се школовало и по домаћим манастирима, пре свега у Студеници. Када је Сава као архиепископ дошао у Студеницу, тамо је затекао монахе који су већ могли бити посвећени за попове, ђаконе, подђаконе, чатце, а они најспособнији за протопопове и епископе. Задатак протопопова био је да све брачне парове венчају пред црквом. Епископи, протопопови и парохијско свештенство бавили су се мисионарском делатношћу.

### Римокатоличка црква у Српском краљевству
Оснивање српске аутокефалне цркве померило је границу између католика и православаца на запад. У Приморју, између Бојане и Цетине, живео је сразмерно велики број католика. Они се налазе под јурисдикцијом Дубровачке и Барске надбискупије. Неканонска Барска надбискупија створена је још крајем 11. века, током владавине Константина Бодина. Укинута је средином 12. века. Вукан Немањић је од папе Иноћентија III издејствовао признавање Барске надбискупије 1199. године. Српска држава и православна црква нису ометале делатност католичких бискупија. Забрањивали су јој само мисионарску делатност. Делатност Хумске и Зетске епископије била је отежана због великог броја католика на њеној територији док је делатност Дабарске епископије ометана од стране босанских јеретика. Зетска епископија опстала је у сукобима са католицима, док је Хумска имала скромније успехе. Касније мења седиште, из Стона га пребацује у цркву Светих апостола Петра и Павла код Бијелог Поља. Истина, Србија је тада изгубила Хум те није могла гарантовати безбедност хумском епископу.
Добри односи између краља Уроша и Дубровника почели су да се кваре од 1247. године. Разлог за то су давнашњи сукоби између Барске и Дубровачке надбискупије. Барска надбискупија остала је једно време без поглавара што је дубровачки надбискуп искористио да поднесе тужбу папи Иноћентију IV да се барски каптол, наводно, одметнуо од њега. Дубровчани су у Бар послали посредника. Барски кнез је, истина, био предусретљив, али су га грађани дочекали са узвицима: „Шта је папа? Наш господин краљ Урош нам је папа”. Дубровачки клер је остао упоран, тим пре што је у исто време папа изузео Босанску дијецезу из надлежности дубровачког надбискупа и подредио ју је надбискупији Калоче. Дубровачкој цркви је сметало и то што је на место барског надбискупа дошао енергични Ђовани Карпини који је недавно као папски легат предводио мисију која је требало да покрсти Монголе. Ђовани је, као представник католичке цркве, боравио међу Монголима, у Каракоруму, неколико деценија пре Марка Пола. Папа је 1252. године одредио комисију која је требало у року од шест месеци проверити стварно стање на Балкану. Дубровачки кнез тада није могао ступити на српску територију јер му је краљ Урош, наводно, запретио да ће му одрати кожу. Кнез је, са друге стране, прогласио Уроша противником католика, што није могла бити истина јер се Урош недавно оженио Јеленом, која је постала заштитник католика у Српском краљевству. Урош је 1252. године опустошио околину Дубровника након чега се задовољио данком кога му је град исплатио. Дубровник је на крају, без изгледа за успех, одустао 1255. године од спора, због великих трошкова.

### Задужбине Немањића
Седиште српске архиепископије, манастир Жича, задужбина је краља Стефана Првовенчаног. Значајну улогу у изградњи Жиче имао је и први српски архиепископ, Сава. Главна манастирска црква подигнута је у рашком стилу. Жича је посвећена Вазнесењу Христовом. Изградња Жиче започета је највероватније око 1206. године. У Жичи су крунисани први српски краљеви. Манастир је страдао у нападу Татара 1291. године те је средиште архиепископије премештено у Пећ. Краљ Стефан Радослав додао је припрату манастиру Студеници. Владислав је подигао манастир Милешеву. Изградња Милешеве завршена је највероватније до 1220. године. У изградњи је могуће учествовао и Свети Сава јер је касније у њој сахрањен. Могуће да је Сава украсио манастир. Најзначајнија задужбина краља Уроша је манастир Сопоћани. Манастир је изграђен до 1258. године јер је на фресци приказана смрт Ане Дандоло, Урошеве мајке. Урошева супруга Јелена изградила је манастир Градац, током владавине свог старијег сина Драгутина. Касније је сахрањена у својој задужбини, по којој је постала позната и као Јелена Градачка, а проглашена је за и светитељку. Стефан Драгутин је подигао манастир Светог Ахилија у Ариљу на остацима цркве која је од 1219. године средиште Моравичке епископије. Живописање је завршено до 1296. године. Драгутину се приписује и подизање три фрушкогорска манастира: Бешеново, Велика и Мала Ремета. Милутинова владавина остаће упамћена по ктиторској делатности. Подигао је и обновио преко 40 цркава и манастира. Манастир Светог Стефана у Бањској одредио је за свој гроб (уз пристанак Драгутина). Посебну пажњу Милутин је поклањао епископских средиштима. Подигао је цркве Богородице Љевишке (седиште призренске епископије), Грачаницу (седиште липљанске епископије), Богородице Тројеручице (седиште скопске епископије) и др. Стефан Дечански је отпочео изградњу Високих Дечана. Изградњу је довршио његов син и наследник, Стефан Душан (1335).
Од задужбина српских принчева најпознатије су: Ђурђеви Ступови код Берана (подигао ју је Првослав, син жупана Тихомира, пре 1219), манастир Морача (задужбина Вукановог сина Стефана, 1252. година), манастир Давидовица (подигао ју је Вуканов млађи син Димитрије 1281. или 1282. године), манастир Тавна код Бијељине (задужбина Драгутинових синова Владислава и Урошице).

### Српски архиепископи
| Архиепископ         | Раздобље      | Напомене | Слика                                    |
| ------------------- | ------------- | --- | ---------------------------------------- |
| Свети Сава          | 1219—1233     | Син Стефана Немање. Први српски архиепископ. Основао је десет епископија, написао Номоканон, стекао међународно признање српске аутокефалне цркве. Умро је у бугарској престоници Трнову 1236. године. | Свети Сава на фресци манастира Студеница |
| Арсеније I Сремац   | 1233—1263     | Ученик архиепископа Саве. Подигао цркву Светих апостола у Руговској клисури, касније позната као црква Вазнесења Господњег. Повукао се са архиепископске столице због парализе. | Рилски манастир                          |
| Свети Сава II       | 1263—1271     | Син Стефана Првовенчаног. Световно име било му је Предислав. Пре 1263. године био је хумски епископ. Гонио је јеретике. Сахрањен у цркви Светих Апостола у Пећи. | Лоза Немањића у Дечанима                 |
| Данило I            | 1271. — 1272. | Вршио функцију архиепископа само годину дана. Смењен је из непознатих разлога. |                                          |
| Јоаникије I         | 1272—1276     | До 1272. године био игуман манастира Студенице. Повукао се у знак протеста због Драгутиновог збацивања Уроша са власти. Сахрањен је заједно са њим у манастиру Сопоћани. |                                          |
| Јевстатије I        | 1279—1286     | Био је игуман манастира Хиландар и зетски епископ. Сахрањен је најпре у Жичи, али су његове мошти након разарања (1291) пренесене у Пећ. |                                          |
| Јаков               | 1286—1292     | Током његовог столовања Жича је разорена од стране Бугара те се средиште архиепископије премешта у Пећ. |                                          |
| Свети Јевстатије II | 1292—1309     | Ширењем српске државе под Милутином шири се и подручје јурисдикције српског архиепископа. У овом периоду основане епископије Грачаничка, Кончанска, Лимска, Мачванска, Браничевска, Београдска и Скопска |                                          |
| Свети Сава III      | 1309—1316     | Архиепископ свих српских и поморских земаља. Током његовог понтификата отпочела изградња манастира Бањска. |                                          |
| Никодим I Пећки     | 1316—1321     | Пре доласка на архиепископску столицу био игуман манастира Хиландар. Превео је Јерусалимски типик Светог Саве Освећеног на српски језик. Крунисао Стефана Дечанског за краља и тиме одредио став српске цркве у грађанском рату 1321. године. | Никодим                                  |
| Данило II           | 1324—1337     | Од 1307. до 1310. године игуман манастира Хиландар. Обављао је и функције бањског игумана и хумског епископа. Наговорио Милутина да дозволи Дечанском да се врати из Византије. Писац чувених „Житија краљева и архиепископа српских”. Крунисао Душана за краља септембра 1331. године у Сврчину. Надгледао изградњу Високих Дечана. Подигао манастир посвећен Богородици Одигитрији. | Пећ                                      |
| Свети Јоаникије II  | 1337—1346     | Украсио цркву у Пећи. Обављао је функцију логотета. Постао је 1346. године први српски патријарх. | Архиепископ Јоаникије                    |

## Књижевност
Стефан Првовенчани и Свети Сава убрајали су се у најобразованије људе свога времена. Књижевност Српског краљевства у средњем веку налазила се под великим утицајем византијске књижевности, посебно њеног центра у Охриду формирано током деловања ученика Ћирила и Методија. Најзначајнија средишта књижевности у 13. веку била су: Студеница, Жича, Милешева, Хиландар и Пећ. Ту је извршено нормирање рашке ортографије и писмености и стварана су значајна дела главних књижевних родова тог периода — житија и службе. Томе доприноси и стварање култа првих Немањића. Зачетником овог периода српске књижевности сматра се Сава Немањић који је саставио Карејски, Хиландарски и Студенички типик. Карејски типик уређује пустињачки (исихастички) начин монашког живота у Србији. Сава га обогаћује додавањем сопствених специфичности попут удруживања монаха у мање заједнице и обавезе процене манастирског сабора о способности монаха да се подвргне пустињачком начину живота. Хиландарски типик, писан по угледу на типик манастира Богородице Евергетиде у Цариграду (друга половина 11. века), уређује општежитељни начин монашког живота у српским манастирима. У њему је садржано и кратко пролошко житије Симеона Мироточивог. Развијено житије Сава је унео у Студенички типик. Житије Светог Симеона заузимало је три главе Студеничког типика, а касније је одвојено као посебна целина. Подељено је у 11 глава. Сава истиче овоземаљска дела свога оца како би учврстио положај Немањине династије, посебно Стефана Првовенчаног, на штету Вукана и култа Јована Владимира. Житије Светог Симеона саставио је и Стефан Првовенчани, између 1208. и 1216. године. Треће житије пише јеромонах Доментијан током владавине краља Уроша, до 1264. године, у пиргу Преображења Спасовог, у брдима више Хиландара. Доментијан доноси податке о схватању Срба о легитимитету власти српских владара, пореклу закона и симфонији световне и црквене власти. Савиној књижевној делатности приписује се и Номоканон, написан до 1220. године. На зборнику византијских закона радило је више личности, али је Сава извршио избор закона и обрадио један део. Сваки епископ је, приликом посвећења у Жичи, добио по примерак Номоканона. Византијски Номоканон није сачуван.
Култу Светог Симеона придружио се и култ Светог Саве. Убрзо по Савиној смрти и преношењу његових моштију у Милешеву, јеромонах Доментијан саставља Житије Светог Саве. О животу самог Доментијана нема много података, а оно мало што их је сачувано потиче из самог његовог дела. Доментијан је сматрао да му, као обичном јеромонаху, не приличи да пише о себи. Рођен је око 1200. године, а монашки живот започео је у Жичи, да би касније отишао на Свету Гору. Као ученик Светог Саве, пратио га је на његовом путовању на исток. Житије је писао по налогу краља Уроша. У Бечком рукопису стоји 1243. година као година настанка дела, док је Лењинградски рукопис забележио 1254. годину. Доментијан је дело писао у Карејској ћелији. У делу је изложена Савина идеја о Србима као Другом Израиљу (Изабраном народу). Житије Светог Саве од Доментијана најобимније је дело српске средњовековне књижевности. Доментијан је, поред Житија Светог Саве, написао и Житије Светог Симеона. Дело је написао до 1264. године, такође по налогу краља Уроша. Писао га је у пиргу Преображења Спасова у брдима више Хиландара, где је боравио заједно са Теодором Граматиком (Теодосијем). Дело није у потпуности оригинално јер је добар део житија преузет из житија које је саставио Стефан Првовенчани. Трећину је преузео из сопственог Житија Светом Сави, док је неколико редова похвале преузео из похвале руском кнезу Владимиру од митрополита Илариона.
Још један од Савиних биографа је Теодосије Хиландарац. Стварао је у доба владавина Милутина и Стефана Дечанског и радио је на ширењу култа Симеона Мироточивог и Светог Саве. Житије Светог Саве писао је по Доментијановом шаблону. Његово дело има и историографску вредност. Писано је трезвеније и са мање библијских мотива од Доментијановог житија. Поред Житија Светог Саве, најзначајније Теодосијево дело је Житије Светог Петра Коришког. Сматра се уметнички најуспешнијим делом средњовековне српске књижевности. Поједини историчари књижевности убрајају ово дело у романе, а Теодосија сматрају за првог српског романописца
У значајне писце ове епохе убраја се и архиепископ Данило II. Данило је писац шест житија (краљице Јелене, краља Драгутина, краља Милутина, архиепископа Арсенија I, Јоаникија и Јевстатија I) која су ушла у састав „Житија краљева и архиепископа српских” (Цароставник). На стварању овог књижевног дела радило је најмање четворо писаца. Обухвата биографије српских владара од краља Радослава до 1335. године и српских архиепископа од Арсенија до Јефрема. Период од 1335. до 1375. године описан је накнадно и убачен од стране анонимног Даниловог настављача.

## Рударство
Руду су, на просторима које је обухватало Српско краљевство у средњем веку, копали још Римљани. Срби су, по досељавању на Балканско полуострво, познавали само технику обраде гвожђа. Србија је до половине 13. века била аграрна земља. У почетним годинама владавине краља Уроша долази до насељавања немачких рудара, Саса, у Србију. Разлог као и тачна година њиховог досељавања је непозната. Свакако су се населили пре 1254. године када се помињу у једној повељи краља Уроша издатој Дубровчанима. Постоје две могуће претпоставке о разлогу досељавања Саса: прва је да су се доселили под притиском Монгола, а друга да су дошли на позив самог краља Уроша привучени обостраним економским интересима. Најпре су се настанили у Брскову на Тари, код данашњег Колашина. Драгутин је тамо, током свог краљевања, имао дворац. Саси су се населили и на планини Рудник. Саси су са собом донели технику обраде обојених метала (сребра, олова, бакра) која је до тада била непозната Србима. Сасима је гарантована аутономија која се огледала у постојању изборног кнеза, независним судовима и слободи вероисповести. Кнез је имао права на свог капелана, печат и преписку са другим владарима. Имао је одређене судске дужности. Независне саске судове чинило је веће од 12 грађана (пургара) којим је председавао кнез. Знак кнежевог судског достојанства била је сребрна палица. Прва римокатоличка дијецеза у Србији забележена је у Брскову. Оно је имало и храм посвећен Светој Марији. Брсково је било под јурисдикцијом Которске римокатоличке епископије. У Брскову су ковани сребрни динари од 1276. године. Представљали су имитацију млетачког сребрног новца. Због фалсификовања новца, Данте Алигијери је, у свом делу „Божанствена комедија”, сместио Милутина у девети круг пакла. Од странаца су у саским градовима најбројнији били Дубровчани. Било је и Которана и Млечана.

## Српски краљеви из династије Немањића
| Династија | Владар                 | Раздобље             | Напомене | Слика                                                    |
| --------- | ---------------------- | -------------------- | --- | -------------------------------------------------------- |
| Немањићи  | Стефан Првовенчани     | 1217. или 1219—1228. | Син Стефана Немање. До 1217. или 1219. године носио титулу великог жупана. Краљевску титулу добио од папе Хонорија. Пред крај живота се замонашио. Умро је као монах Симон. Подигао је манастир Жичу. | Стефан Првовенчани                                       |
| Немањићи  | Стефан Радослав        | 1228—1234.           | Најстарији син Стефана Првовенчаног. Био је зет цара Теодора. У спољној политици ослањао се на Епирску деспотовину те је њен пораз у бици на Клокотници означио и крај Радославове владавине. | Стефан Радослав                                          |
| Немањићи  | Стефан Владислав       | 1234—1243.           | Млађи син Стефана Првовенчаног. У спољној политици ослањао се на свог таста, бугарског цара Јована Асена. Збачен са власти након продора Монгола. Наставио је да живи у Србији до своје смрти 1269. године. Сахрањен у својој задужбини, манастиру Милешева. | Ктиторски портрет Стефана Владислава у Милешеви          |
| Немањићи  | Стефан Урош I          | 1243—1276.           | Млађи син Стефана Првовенчаног. Током Урошеве владавине немачки рудари, Саси, долазе у Србију. Ратова против Никејског царства, Угарске и Дубровника. Збацио га син Драгутин након битке на Гатачком пољу. Умро је неколико година касније у Хумској земљи. | Урош на фресци у својој задужбини, Сопоћанима.           |
| Немањићи  | Стефан Драгутин        | 1276—1281.           | Старији син Стефана Уроша. Био је зет угарског краља Стефана. Након несрећног пада са коња, предао престо своме брату Милутину на сабору у Дежеви и наставио да влада северним областима српске државе познатијим као Сремска краљевина. | Стефан Драгутин на фресци у цркви Светог Ахилија у Ариљу |
| Немањићи  | Стефан Урош II Милутин | 1282—1321.           | Млађи син Стефана Уроша. У ратовима са Византијом (1282—1284) значајно проширио српску државу ка југу. Ратовао против свог брата Драгутина (1301—1311) и сина Стефана Дечанског (1314). Ратовао против католичке коалиције на челу са угарским краљем Карлом Робертом. Подигао преко 40 цркава и манастира. Током његове владавине долази до византизације српске државе; уводе се соће, систем пронија и сл.                            | Милутин на фресци у Богородици Љевишкој.                 |
| Немањићи  | Стефан Дечански        | 1321—1331.           | Син Милутина Немањића. За власт се борио са браћом Константином и Владиславом. Ратовао против Дубровника и босанског бана Стефана II. Умешао се у грађански рат у Византијском царству. Поразио бугарског цара Михаила Шишмана у бици код Велбужда. Подигао је манастир Високи Дечани. | Фреска у манастиру Високи Дечани                         |
| Немањићи  | Стефан Душан           | 1331—1346.           | Син Стефана Дечанског. Збацио оца са власти 1331. године. Ратовао против византијског цара Андроника ширећи државу ка југу. Сузбио напад угарског краља Карла Роберта. Умешао се у грађански рат у Византији стајући најпре на страну Јована Кантакузина, а потом на страну његових противника. Током његове владавине Србија доживела врхунац територијалног проширења. На сабору у Скопљу 1346. године крунисан за цара Срба и Ромеја. | манастир у Леснову                                       |